# Сухая Нива (Осташковский район)
Сухая Нива — деревня в Осташковском городском округе Тверской области.

## География
Находится в западной части Тверской области на расстоянии приблизительно 31 км на север-северо-восток по прямой от города Осташков.

## История
Деревня была показана ещё на карте 1825 года. В 1859 году здесь (деревня Осташковского уезда) было учтено 20 дворов, в 1941 — 53. До 2013 года входила в Щучьенское сельское поселение Осташковского района, с 2013 по 2017 годы в Святосельское сельское поселение до его упразднения.

## Население
Численность населения: 152 человека (1859 год), 16 (русские 100 %) 2002 году, 18 в 2010.